# Spinulosacea
De Spinulosacea vormen een superorde van de zeesterren (Asteroidea).

## Orde
- Spinulosida Perrier, 1884